# Bulbophyllum falcatum
Bulbophyllum falcatum es una especie de orquídea epifita originaria de África.

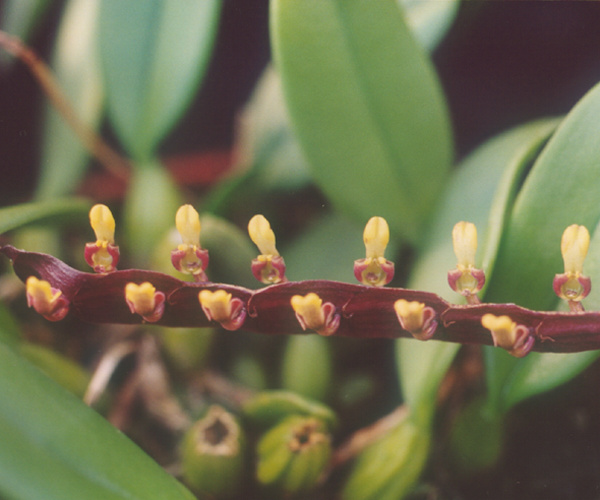
Inflorescencia

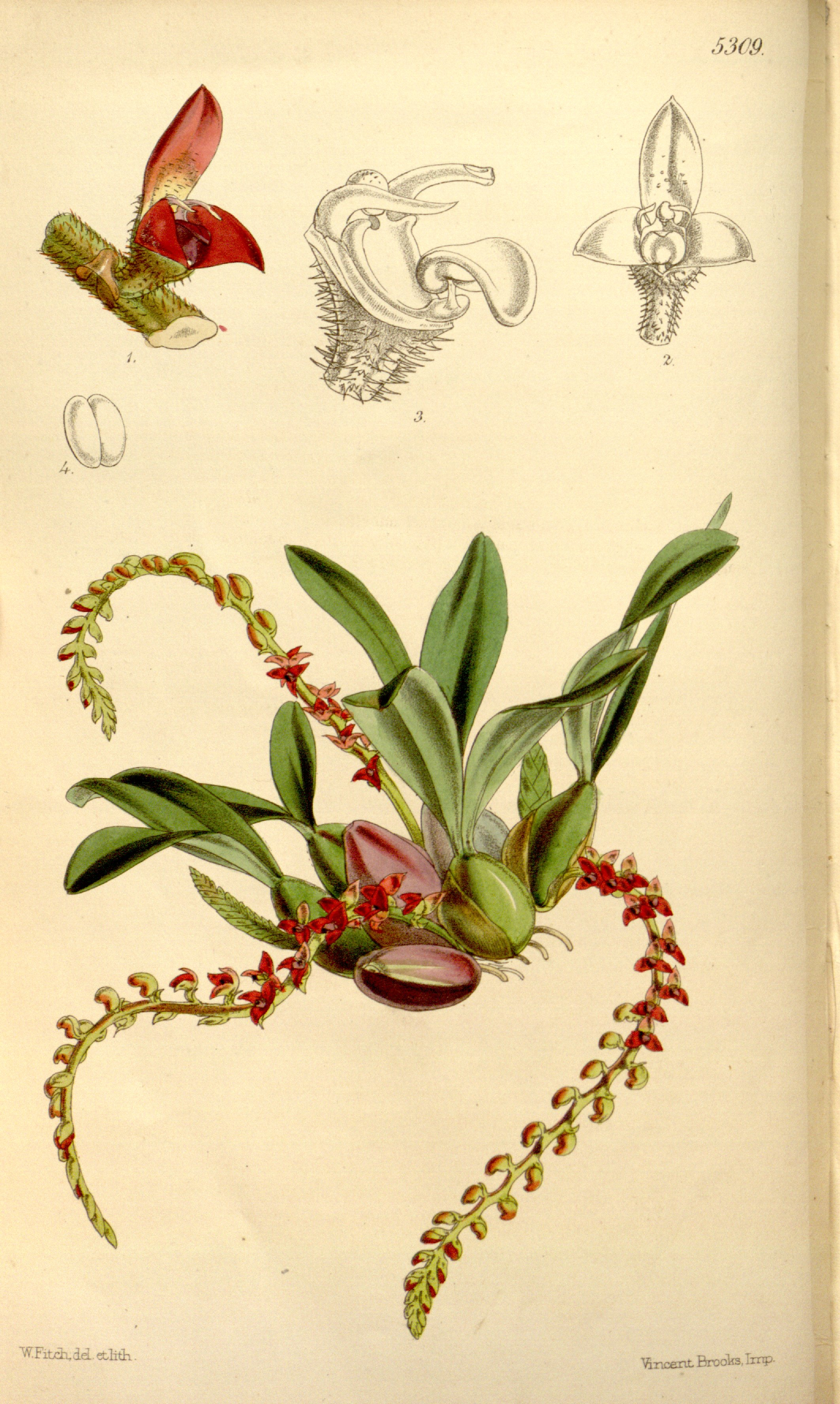
Ilustración

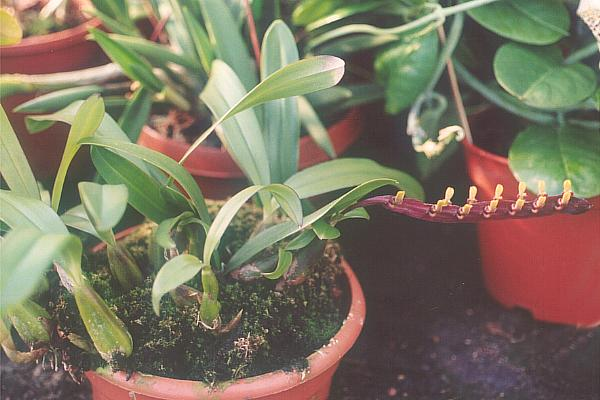
Vista de la planta

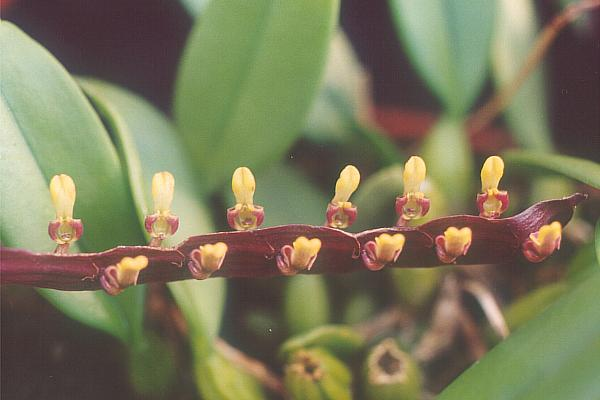
Detalle de las flores

## Descripción
Es una orquídea de pequeño tamaño que prefiere el clima cálido, con hábitos de epifita y ocasionalmente litofita con pseudobulbos amplios a estrechamente ovoides, con 2-4 ángulos que llevan 2 hojas apicales, lanceoladas o lineares. Florece desde el invierno hasta la primavera en una inflorescencia de 16 cm de largo, inflorescencia espigada muy aplanada, fuertemente ondulada, con raquis corto -con las flores alineadas horizontalmente a ambos lados.

## Distribución y hábitat
Se encuentra en  centro de África occidental en las tierras bajas y bosques submontanos a altitudes inferiores a 1.800 metros.

## Taxonomía
Bulbophyllum falcatum fue descrita por (Lindl.) Rchb.f.  y publicado en Annales Botanices Systematicae 6: 258. 1861.
Etimología
Bulbophyllum: nombre genérico que se refiere a la forma de las hojas que es bulbosa.
falcatum: epíteto latino que significa "con forma de hoz".
Sinonimia
- Megaclinium falcatum Lindl.	basónimo
- Phyllorchis falcata (Lindl.) Kuntze
- Phyllorkis falcata (Lindl.) Kuntze[3][4]
- Bulbophyllum arnoldianum (De Wild.) De Wild. 1921;
- Bulbophyllum bakossorum Schltr. 1905;
- Bulbophyllum brixhei De Wild. 1916;
- Bulbophyllum bufo (Lindl.) Rchb.f. 1861;
- Bulbophyllum dahlemense Schltr. 1919;
- Bulbophyllum deistelianum (Kraenzl.) Schltr. 1905;
- Bulbophyllum falcatum var. bufo (Lindl.) Govaerts 1996;
- Bulbophyllum falcatum var. velutinum (Lindl.) J.J.Verm. 1992;
- Bulbophyllum fractiflexum Kraenzl. 1912;
- Bulbophyllum hemirhachis Pfitzer 1908;
- Bulbophyllum kewense Schltr. 1914;
- Bulbophyllum lanuriense De Wild. 1921;
- Bulbophyllum leptorrhachis Schlechter 1905;
- Bulbophyllum longibulbum Schltr. 1905;
- Bulbophyllum lubiense De Wild. 1921;
- Bulbophyllum melanorrhachis (Rchb.f.) Rchb.f. 1875;
- Bulbophyllum millenii (Rolfe) Schltr. 1905;
- Bulbophyllum minutum (Rolfe) Engl. 1908;
- Bulbophyllum minutum var. purpureum (De Wild.) De Wild. 1921;
- Bulbophyllum oxyodon Rchb.f 1888;
- Bulbophyllum rhizophorae Lindl. 1861;
- Bulbophyllum seretii De Wild. 1916;
- Bulbophyllum simonii Summerh. 1935;
- Bulbophyllum solheidii De Wild. 1916;
- Bulbophyllum ugandae (Rolfe) De Wild. 1921;
- Bulbophyllum velutinum (Lindl.) Rchb.f. 1861;
- Megaclinium arnoldianum De Wild. 1905;
- Megaclinium angustum Rolfe 1922;
- Megaclinium brixhei De Wild. 1916;
- Megaclinium bufo Lindl.1841;
- Megaclinium deistelianum Kraenzl. 1902;
- Megaclinium endotrachys Kraenzel 1905;
- Megaclinium gentilii De Wild. 1902;
- Megaclinium hemirhachis Pfitzer 1908;
- Megaclinium lanuriense De Wild. 1921;
- Megaclinium lasianthum Kraenzl. 1912;
- Megaclinium melanorrhachis Rchb.f. 1875;
- Megaclinium millenii Rolfe 1897;
- Megaclinium minutum Rolfe 1893;
- Megaclinium minutum var. purpureum De Wild. 1911 ;
- Megaclinium oxyodon Rchb. f. 1888;
- Megaclinium seretii De Wild. 1916;
- Megaclinium solheidii De Wild. 1916;
- Megaclinium ugandae Rolfe 1913;
- Megaclinium velutinum Lindl. 1847;
- Phyllorchis bufo (Lindl.) Kuntze 1891;
- Phyllorchis rhizophorae (Lindl.) Kuntze 1891;
- Phyllorchis velutina (Lindl.) Kuntze 1891[1]